# Staroje Ajmanowo
Staroje Ajmanowo (ros. Старое Айманово; tat. Иске Айман) – wieś (ros. село, trb. sieło) w Republice Tatarstanu, założona w XVII wieku. Pierwsza wzmianka o wsi pochodzi z 1682 roku. Od 1920 roku wieś stała się częścią Republiki Tatarstanu.
Ludności w 2010 roku to 334 osób.
Kod pocztowy: 423739.

## Znani ludzie
W Starym Ajmanowie urodził profesor Gabdułchaj Achatow – rosyjski językoznawca, turkolog.